# Munitionsdepot Wenigerath
Das ehemalige Munitionsdepot Wenigerath bei Morbach im Hunsrück umfasste ein Gelände von 142 ha und war zeitweise das flächenmäßig größte Depot der US Air Force in Europa. 

## Geschichte
Anfang der 1950er Jahre wurde das Gelände für eine militärische Nutzung der damaligen Besatzungsmacht Frankreich ausgesucht. Es wurde dann 1955 nach der Enteignung des Geländes, das zu den damaligen Gemeinden Wenigerath und Rapperath gehörte, von der US Army ausgebaut.
Zu Beginn der 1960er Jahre wurde das Depot an die US Air Force übergeben und bis 1968 weiter ausgebaut. Die Bezeichnung für die Anlage lautete nun Wenigerath Ammunition Storage Area. 1972 wurde das Depot der Hahn Air Base unterstellt und am 1. Januar 1975 in Morbach Ammunition Storage Area umbenannt. 
Nach der Schließung der Hahn Air Base 1993 wuchs das Personal des Depots bis auf über 300 Soldaten an, da drei weitere Depots  geschlossen wurden und die dort gelagerten Güter in das hiesige Depot gebracht wurden. 
Von September 1994 bis August 1995 wurde auch dieses Depot geleert. Die offizielle Schließung erfolgte bereits am 2. Juni 1995.

## Aufbau
Das Gelände war mit Straßen mit einer Gesamtlänge von fast 20 Kilometern durchzogen. Die Gebäude und Bunker umfassten circa 21 ha, Splitterschutzwälle und Lagerflächen im Bereich der ehemaligen Bombenlagerung ungefähr 65 ha Gelände. Circa 50 ha des Geländes waren bewaldet. Das Munitionsdepot wurde durch eine 1 m tiefe Betonmauer geschützt, die in den Boden eingelassen war, sowie einem 3 m hohen Metallzaun, der durch eine S-Draht-Krone abgesichert war. Nachts war die Umzäunung vollständig beleuchtet. In regelmäßigen Abständen gab es Beobachtungsbunker.

## Heutige Nutzung
Nach einem teilweisen Rückbau ist das Gelände seit 2002 in die Energielandschaft Morbach integriert, in der durch vormals vierzehn Windkraftanlagen erster Generation (jetzt 7) sowie ein Solarfeld und eine Biogasanlage Strom aus erneuerbaren Energien erzeugt wird.